# Gruta da Rua do Paim (Carvão II)
A Gruta da Rua do Paim ou Gruta do Carvão II é uma formação geológica portuguesa localizada na freguesia de São José, concelho de Ponta Delgada, ilha de São Miguel, arquipélago dos Açores.
Esta cavidade apresenta uma geomorfologia de origem vulcânica em forma de tubo de lava localizado em encosta e apresenta um comprimento de 700 m. por uma largura máxima de 5,8 m. por uma altura também máxima de 6,4 m.